# سلوك تكيفي (علم البيئة)
في علم البيئة السلوكي، يشير السلوك التكيفي إلى أي سلوك مساهم في النجاح التناسلي للفرد بشكل مباشر أو غير مباشر، يخضع بالتالي لقوى الاصطفاء الطبيعي. تشمل أمثلته كلًا من تفضيل القرابة في السلوكيات الإيثارية، والاصطفاء الجنسي للتزاوج الأنسب والدفاع عن المنطقة أو المجموعة في وجه المنافسين.
على عكس ذلك، السلوك غير التكيفي هو أي سلوك له نتائج سلبية على نجاة الفرد أو نجاحه التناسلي. تشمل الأمثلة عليه كلًا من السلوكيات الإيثارية غير المفضلة للقرابة، وتبني الصغار من غير صلة قرابة والخضوع إلى التسلسل الهرمي للهيمنة.
تُعرّف التكيفات بشكل عام على أنها حلول تطورية للمشاكل البيئية المتكررة المتعلقة بالبقاء والتكاثر. تنشأ الاختلافات الفردية بشكل شائع نتيجة السلوك التكيفي الموروث وغير الموروث. ثبت دور كل منهما في التأثير على تطور السلوكيات التكيفية للأنواع المختلفة، لكن ما يزال التكيف غير الموروث موضوعًا مثيرًا للجدل.

## غير الموروث
تتغير المجموعات السكانية خلال مسير عملية التطور. يتميز كل فرد في مجموعة سكانية ما بدوره الفريد في بيئته المحددة. يصف هذا الدور، الذي يُعرف باسم المثوى البيئي، كيفية عيش الكائن الحي في بيئة ما وعلاقته مع الآخرين. يخضع الكائن الحي، عبر الأجيال المتعاقبة، لعمليات تكيفية مع الظروف المحيطة من أجل تطوير مثواه. يتطور مثوى الكائن الحي عند حدوث تغيرات في البيئة الخارجية. يُقاس نجاح الأنواع في الطبيعة بقدرتها على استخدام السلوكيات التكيفية في البناء على معرفتها السابقة، ما يزيد رصيد معرفتها الإجمالي. يحسن هذا بدوره من نجاحها التناسلي وبقائها الإجمالي.

### التعلم
تمتلك أغلب الأنواع القدرة على التكيف من خلال التعلم. تتعلم الكائنات الحية غالبًا بواسطة عمليات معرفية ونفسية متنوعة، مثل الإشراط الاستثابي والإشراط الكلاسيكي وذاكرة التمييز. تسمح عملية التعلم هذه للكائنات الحية بتعديل سلوكها من أجل البقاء في البيئات غير القابلة للتنبؤ. تبدأ الكائنات الحية كأفراد ساذجة ثم يمنحها التعلم القدرة على اكتساب المعرفة الضرورية للتكيف والبقاء. تجدر الإشارة إلى امتلاك السلوك التكيفي المتعلم لمكونين، حيوي ونفسي؛ إذ لا يمكن حدوث التكيف السلوكي دون تكامل هذين التخصصين.

#### اصطفاء القرابة
اصطفاء القرابة (يُشار إليه عادة بمصطلح الإيثار) هو مثال على السلوكيات التكيفية المؤثرة بشكل مباشر على التركيب الجيني لمجموعة سكانية. يشمل الاستراتيجيات التطورية المفضلة لبقاء أقارب الكائن الحي، غالبًا ما يحدث ذلك على حساب بقاء الكائن الحي وتكاثره. يؤدي هذا إلى تنوع الترددات الجينية للمجموعة السكانية عبر الأجيال المتعاقبة، اعتمادًا على التفاعلات بين الأفراد ذوي القرابة. يرتفع احتمال الإيثار عند انخفاض خسائر المانح، أو عند وجود مستوى ربح عال بالنسبة للمستفيد. بالإضافة إلى ذلك، يبدي الأفراد غالبًا سلوكيات الإيثار عند تشابههم وراثيًا مع الأفراد ذوي القرابة. يشير ذلك إلى زيادة احتمالية استفادة النسل الأساسي أو الأشقاء من الإيثار مقارنة بالأفراد ذوي القرابة الأبعد، مثل أبناء العم، أو العمات أو الأعمام. يلعب اصطفاء القرابة دورًا كبيرًا في تطور السلوكيات الاجتماعية والتكيفية لدى الشمبانزي. يشكل أفراد الشمبانزي وثيقي القرابة مجموعة قرابة متعاونة من أجل حماية المنطقة، ما يزيد من فرصهم في الوصول إلى الإناث والموارد. من خلال العمل التشاركي مع الأفراد المقربين، يستطيعون ضمان تمرير جيناتهم إلى الأجيال القادمة، حتى في الظروف الصعبة للتكاثر. يتوافق هذا التكيف السلوكي مع قدرة الشمبانزي على تمييز الأفراد ذوي القرابة من أولئك الغرباء (يُعرف ذلك باسم اصطفاء القرابة البصري)، ما يسمح لهم بإنشاء مجتمعات معقدة كبيرة، حيث تُستخدم الوسائل الإيثارية لضمان تمرير الجينات إلى الأجيال القادمة. أظهرت مجموعة مختلفة من الأنواع اصطفاء القرابة كسلوك تكيفي، بما في ذلك الأسود ونحل العسل والحشرات الأخرى.

#### الدفاع عن المنطقة
كما ذُكر أعلاه، تعمل الشمبانزي بالتعاون مع الأفراد وثيقي القرابة من أجل حماية منطقتها. تُعد حماية المنطقة من المنافسين (التي تُعرف باسم المناطقية) سلوكًا تكيفيًا متعلمًا لدى العديد من الأنواع البيئية. تختلف الميزة المناطقية بالاعتماد على النوع محل الاهتمام، لكن دائمًا ما يتمثل المبدأ الأساسي في رفع اللياقة الإجمالية. تبدي العديد من الأنواع المناطقية بهدف الحصول على الغذاء، أو التنافس على الأزواج أو امتلاك الأماكن الأكثر أمنًا. يُعتبر غناء الطيور مثالًا على الدفاع المناطقي المتعلم. تثبت الدراسات استخدام الطيور ذات الأغنيات عالية الجودة هذه الأغنيات كمنبهات لردع المفترسات عن نطاق منطقتها. تعمل الأغنيات ذات الجودة العالية كأفضل آلية دفاعية لدى مجموعة متنوعة من أنواع الطيور، مثل الشحرور أحمر الجناح (أغيليس فيونيكيسيس). لذلك، يُعد تعلم غناء الطيور الصحيح في وقت مبكر من الحياة ضروريًا من أجل الدفاع عن المنطقة لدى الطيور. تمثل القنادس الأوروبية (كاستور فايبر) مثالًا آخر على الأنواع ذات الدفاع المناطقي. تحمي هذه القنادس مناطقها بقوة إذ تبذل الكثير من الوقت والجهد في التعرف على الموقع وبناء مسكنها فيه. طورت أيضًا تقنية الوسم بالرائحة كطريقة لردع الدخلاء وترهيبهم. تعمل هذه الرائحة «كسياج نفسي»، ما يؤدي بدوره إلى انخفاض احتمالية الإصابة أو الموت نتيجة الافتراس.

### الجدل حوله
يوجد جدل حول وجود مكون حيوي مرتبط بعملية التعلم في السلوك التكيفي البيئي. يرى العديد من الباحثين أن التخصصات النفسية والحيوية متكاملة، بينما يعتقد آخرون أن المكون غير الموروث نفسي بالكامل. إذ يجادلون بعدم قدرة الصفات غير الموروثة على التطور عبر الأجيال المتعاقبة.

## الموروث
تستطيع الكائنات الحية التعبير عن السلوكيات التكيفية الموروثة. تُشفر هذه السلوكيات في الجينات وتُورث من الأبوين. يمنح هذا الكائنات الحية القدرة على الاستجابة لمختلف المواقف من خلال آليات الاستجابة الفطرية. عبر استخدام هذه الآليات، يمكنها الاستجابة بشكل مناسب لبيئتها الخارجية والداخلية دون حاجة إلى التعلم.

### الاصطفاء الطبيعي
يتطور السلوك التكيفي الموروث عن طريق الاصطفاء الطبيعي. في هذه الحالة، تعمل بعض الجينات على تجهيز الفرد بشكل أفضل من أجل الاستجابة للإشارات البيئية والفيسيولوجية، ما يؤدي إلى زيادة النجاح التناسلي واستمرار تمرير هذه الجينات إلى الأجيال القادمة. تسبب السلوكيات غير التكيفية انخفاضًا في النجاح التناسلي ما يؤدي إلى ضياع الجينات من الأجيال القادمة. تنشأ هذه الخصائص التكيفية وغير التكيفية عبر الطفرات العشوائية، و/أو إعادة التركيب و/أو الانحراف الوراثي. يُعتبر الاصطفاء الطبيعي في الأساس آلية مساهمة في الاصطفاء الاتجاهي لجينات الأفراد المتكاثرين. يفضل الاصطفاء الصفات المسؤولة عن النجاح التناسلي الأكبر، بينما يهمل الصفات التي من شأنها تقليل النجاح التناسلي.
على عكس التعلم، يُعد الاصطفاء الطبيعي مفهومًا حيويًا بالكامل. إذ يمثل المكون الحيوي والجيني المسؤول عن توريث السلوك التكيفي دون أي ارتباط مع البيئة. يُعتبر هذا الشكل من السلوكيات التكيفية أكثر شيوعًا في الدراسات البيئية، إذ يُستخدم الاصطفاء الطبيعي غالبًا في تفسير السلوك التكيفي البيئي لدى الكائنات الحية.

#### الاصطفاء الجنسي
في حين يُعتبر اصطفاء القرابة غير الموروث نتيجة مباشرة للبيئة، يُعتبر الاصطفاء الجنسي بدوره سلوكًا تكيفيًا موروثًا، قد يتأثر بالتالي بالاصطفاء الطبيعي. يشير الاصطفاء الجنسي تحديدًا إلى التنافس على الأزواج. يمكن تفسير العديد من الصفات والسمات المميزة لبعض الأنواع بواسطة الاصطفاء الجنسي بوصفها سلوكيات تكيفية؛ يعود ذلك إلى دور التنافس على الأزواج في توريث صفات معينة. تتكاثر الأنواع القادرة على التنافس وتحصيل الأزواج بنجاح بشكل حصري وتمرر جيناتها إلى الأجيال التالية. لذلك، يجب توريث الصفات الجينية الخاصة بأنواع محددة، ما يسمح بنجاح الأفراد في بيئاتهم المحددة. يوجد العديد من الأمثلة البيئية على الاصطفاء الجنسي باعتباره سلوكًا تكيفيًا؛ تشكل مثنوية الشكل الجنسية أحد هذه الأمثلة الشائعة. تشير مثنوية الشكل الجنسية إلى الاختلاف المورفولوجي والظاهري بين الإناث والذكور لدى النوع الواحد. يُعتبر الاختلاف في حجم الجسم مثالًا شائعًا على ذلك. يمكن ملاحظة مثنوية الشكل الجنسية على وجه التحديد لدى بعض الأنواع السمكية، مثل لامبرولوغس كاليبتيرس. قد يزيد حجم ذكور هذه الأسماك 60 مرة أحيانًا عن نظيراتها من الإناث. يفيد الحجم الكبير للذكور في رفع كفاءتها من أجل التنافس على الإناث، بالتالي الدفاع عن صغارها، الذين ينمون داخل أصداف الحلزون الفارغة حتى الولادة. بشكل أساسي، ترتفع الفائدة التكيفية كلما ازداد حجم ذكور الأسماك. تتجلى ميزة الحجم الأكبر والقوة الأكبر في قدرة الذكور على التنافس والحماية. بعكس الذكور، يجب الحفاظ على حجم الإناث الصغير من أجل وضع البيض داخل أصداف الحلزون. من الجلي وجود دور كبير للحجم في النجاح التناسلي لدى هذا النوع المحدد من الأسماك. يُعد الحجم الكبير صفة سلوكية تكيفية شائعة موروثة من خلال الاصطفاء الجنسي والتناسل، كما ثبت لدى أسماك لامبرولوغس كاليبتيرس وغيرها من الأنواع مثنوية الشكل الجنسية.

## الأهمية
ثبت أن السلوك التكيفي أساسي في عملية الاصطفاء الطبيعي، يمتلك بالتالي أهمية بارزة في العملية التطورية. تكتسب الكائنات ذات السلوكيات التكيفية الإيجابية ميزات تطورية بشكل متأصل. على سبيل المثال، يُعد السلوك التكيفي إحدى آليات الاستقرار السكاني. في المجتمعات الطبيعية، تمتاز الكائنات الحية بقدرتها على التفاعل مع بعضها البعض ما يخلق الشبكات الغذائية المعقدة وديناميكيات المفترس-الفريسة. يساعد السلوك التكيفي على تعديل ديناميكيات علاقات التغذية من خلال تأثيره المباشر على استراتيجياتها وصفاتها التغذوية. تخلق هذه السلوكيات التكيفية المرونة والمقاومة اللازمة لمواجهة الاضطرابات وتغيرات البيئة. في علم البيئة، يشكل تعايش الكائنات الحية في الأنظمة البيئية الطبيعية واستقرار مجموعاتها السكانية موضوعات مركزية. في وقتنا الراهن، يشهد عالمنا تغيرات كبرى بمعدل سريع، يرجع معظمها إلى تأثير الإنسان على البيئة والكائنات الحية. يمكن لنا، عن طريق دراسة السلوك التكيفي، فهم تعقيد النظام البيئي - كيفية نشوئه، وكيفية تطوره والطرق المحتملة للمحافظة عليه.

## المقياس
تحدد الاستراتيجيات السلوكية للكائن الحي وقدرته على التكيف كيفية استجابته في الظروف البيئية المختلفة. تُعد اللياقة مقياسًا شائعًا للنجاح التكيفي، ويمكن تحديدها بعدد النسل المتبقي بعد إبداء مجموعة ما لاستراتيجية تكيفية معينة. تقود الاستراتيجيات الناجحة إلى زيادة في معدل البقاء والتكاثر، ما يمكن وصفه بالتكيف السلوكي النافع.